# Miniopterus villiersi
Miniopterus villiersi és una espècie de ratpenat de la família dels minioptèrids que habita boscos de Guinea, Costa d'Ivori, Burkina Faso, Ghana, Nigèria, Togo, Benín, el Camerun, la República del Congo i la República Democràtica del Congo. Es desconeix si hi ha cap amenaça significativa per a la supervivència d'aquesta espècie. Fins fa poc se'l considerava un sinònim de M. schreibersii.